# LOVE IS BEAUTIFUL
『LOVE IS BEAUTIFUL』（ラブ・イズ・ビューティフル）は、日本のロックバンド、GLAYのメジャー9作目のオリジナル・アルバムである。2007年1月31日に東芝EMIよりリリース。

## 解説
- 本作品は前作『THE FRUSTRATED』から2年10ヶ月ぶりの新作で、『Re-birth』のコンセプトの名の下に活動を再開したGLAYの作品となっている。
- 初回限定盤には、限定DVDが付属される。「ROCK'N'ROLL SWINDLE」他6曲分のPVと、今アルバムのジャケット撮影時に収録した「LOVE IS BEAUTIFUL ROAD MOVIE」が収められる。また、32Pにわたるブックレット付スリーブケース仕様となっている。
- ジョイフルタウンの帆苅智之によるライナーノーツが付属している。
- 2007年1月からは、このアルバムを受けてのツアー・GLAY ARENA TOUR 2007「LOVE IS BEAUTIFUL」が開催されている。
- 歌詞紙の一部に誤植があり、希望者は東芝EMI株式会社『GLAY歌詞紙係』へ歌詞紙を郵送することで、新しい歌詞紙と交換することが出来た。
- 偶然なのか意図的なのかは不明だが、3の倍数番目のオリジナル・アルバムのタイトルに、「LOVE」という言葉が含まれていた（3rd『BELOVED』、6th『ONE LOVE』、9th『LOVE IS BEAUTIFUL』）[2]が、12thアルバムのタイトルが『GUILTY』のため、この法則は途切れている。
- 本作に収録された14曲のうち9曲はベストアルバム『THE GREAT VACATION VOL.1 〜SUPER BEST OF GLAY〜』に収録されている(「SCREAM」「ROCK'N'ROLL SWINDLE」「LAYLA」「ANSWER」は今作に収録されたバージョンを収録している)。

## 収録曲
1. ROCK'N'ROLL SWINDLE (Album version)
  - 作詞・作曲：TAKURO　編曲：GLAY & 佐久間正英

2006年の活動再開後にリリースした33rdシングル「G4」の1曲目のアルバムバージョン。ボーカルが新しく録り直されている。また、シングル版と比べてイントロのギター音にフランジャーが掛けられている。また、テンポが若干アップしている。
当初TAKUROは最終曲「MIRROR」を1曲目にしようとしていたが、JIROが「1曲目はとにかくROCK'N'ROLL SWINDLEで始まらなければならない気がする。」と言い、この曲がオープニングナンバーとなった。アルバム全体の曲順もほぼJIROの意見が採用されている。2009年発売のベストアルバム『THE GREAT VACATION VOL.1 〜SUPER BEST OF GLAY〜』にも、このバージョンが収録されている。
2. 変な夢 〜THOUSAND DREAMS〜
  - 作詞・作曲：TAKURO　編曲：GLAY & 佐久間正英

2006年9月に発売された34thシングル「夏音／変な夢 〜THOUSAND DREAMS〜」の2曲目。
3. 100万回のKISS
  - 作詞・作曲：TAKURO　編曲：GLAY & 佐久間正英

35thシングル。今アルバムに先立ってリリースされたナビゲート盤と位置づけられた先行シングル。
4. 夏音
  - 作詞・作曲：TAKURO　編曲：GLAY & 佐久間正英

34thシングル「夏音／変な夢 〜THOUSAND DREAMS〜」の1曲目。
5. AMERICAN INNOVATION
  - 作詞：TAKURO　作曲：JIRO　編曲：GLAY & 佐久間正英

JIRO作曲、TAKURO作詞による共作。TAKURO曰く、「JIROはかなり早い段階からこういうことをやろうとしてた」らしいが、レコーディングに時間がかかり、世に出すのが遅れたらしい。
ライブでは、レゲエのコンサートなどでよく見られる「プロペラ」（タオルを頭上でブンブン振り回す）を行なうことが定番となっている。
6. ANSWER (Album version)
  - 作詞・作曲：TAKURO　編曲：GLAY & 佐久間正英

GLAY feat. KYOSUKE HIMURO名義でリリースした氷室京介とのコラボシングルのアルバムバージョン。この曲の歌詞にアルバム名と同じ「LOVE IS BEAUTIFUL」という言葉がある。2009年発売のベストアルバム『THE GREAT VACATION VOL.1 〜SUPER BEST OF GLAY〜』にも、このバージョンが収録されている。
7. 僕達の勝敗
  - 作詞・作曲：TAKURO　編曲：GLAY & 佐久間正英

RED RIBBON LIVEでアコースティック・バージョンが披露された。iTMSにて先行配信されている。また、同年4月4日発売の36thシングル「鼓動」のカップリングにも収録されている。
8. サラギの灯
  - 作詞・作曲：TAKURO　編曲：GLAY & 佐久間正英

サラギはTAKUROの造語。TAKURO曰く「意味はファンの皆さんの想像にお任せ」とのこと。
9. WORLD'S END
  - 作詞・作曲：HISASHI　編曲：GLAY & 佐久間正英

HISASHI作詞作曲による楽曲。最初は全詞が英語で、後で日本語に変えた。発音が似た言葉を当てはめただけだから深読みされると困るらしい。歌詞は飼い主が死んでしまう猫の視点で描かれている。なお、HISASHI曰く、「ビート・パンクに敬意を表した曲」とのこと。
TAKURO曰く、「ROCK'N' ROLL SWINDLE」とは兄弟のような作品。これを1曲目にしても良い、それぐらいの疾走感があると語っている。
10. SCREAM (Album version)
  - 作詞：TAKURO & SHUN　作曲：TAKURO　編曲：GLAY,EXILE & 原田憲

2005年にGLAY×EXILE名義でリリースしたEXILEとのコラボシングルのアルバムバージョン。2009年発売のベストアルバム『THE GREAT VACATION VOL.1 〜SUPER BEST OF GLAY〜』にも、このバージョンが収録されている。
11. 恋
  - 作詞・作曲：TAKURO　編曲：GLAY & 佐久間正英

33rdシングル「G4」の3曲目。PVは紀里谷和明が監督を務めた。
12. I will 〜
  - 作詞・作曲：TERU　編曲：GLAY & 佐久間正英

TERU作詞作曲による楽曲。歌の温かさを表現するために、打ち込みドラムを使用している。
13. LAYLA (Album version)
  - 作詞・作曲：TAKURO　編曲：GLAY & 佐久間正英

33rdシングル「G4」の4曲目のアルバムバージョン。2009年発売のベストアルバム『THE GREAT VACATION VOL.1 〜SUPER BEST OF GLAY〜』にも、このバージョンが収録されている。シングルバージョンよりもテンポが若干速くなっている。
14. MIRROR
  - 作詞・作曲：TAKURO　編曲：GLAY & 佐久間正英

2006年のツアーで先行披露された楽曲。歌詞の最後の四行は、レコーディング直前に追加されたものである。

### DVD（初回限定盤のみ）
1. ROCK'N'ROLL SWINDLE
2. 恋
3. SCREAM
4. ANSWER
5. 夏音
6. 100万回のKISS
7. LOVE IS BEAUTIFUL ROAD MOVIE

## 参加ミュージシャン
- 永井利光 - ドラム演奏
- 佐久間正英 - ピアノ、キーボード
- 金原千恵子 - ストリングス(#4)
- 原田憲 - シンセサイザー、プログラミング(#10)
- 眞木大輔 - ターンテーブル(#10)
- Yoshinori Kadoya - コンピュータープログラミング(#12)